# أبیل سانتاماریا
كان أبيل سانتاماريا كوادرادو (20 أكتوبر 1927 في إنكروسيجادا، لاس فيلاز، كوبا - 26 يوليو 1953 في سانتياغو دي كوبا) رائدًا في الحركة الثورية الكوبية.

## سيرة شخصية
سمح أبيل وشقيقته هايدي للثوار بما في ذلك فيدل كاسترو باستخدام شقتهم الصغيرة المكونة من غرفتين في زاوية الشارعين O و25 في هافانا للتخطيط للثورة. شارك أبيل وهايدي في هجوم ثكنة مونكادا في يوليو 1953 والذي كان من المفترض أن يبدأ ثورة للإطاحة بباتيستا. بعد فشل الهجوم، سُجن كلاهما مع العديد من الثوار الآخرين. قُتل أبيل في السجن بعد تعرضه للتعذيب على أيدي الشرطة للكشف عن مكان اختباء الثوار الآخرين. يقال إن الشرطة أزالت عيني أبيل وأظهرتهما لأخته هايدي سانتاماريا التي كانت أيضًا في السجن، لكنها لم تكشف أبدًا عن مكان وجود الثوار.